# Willem Treub

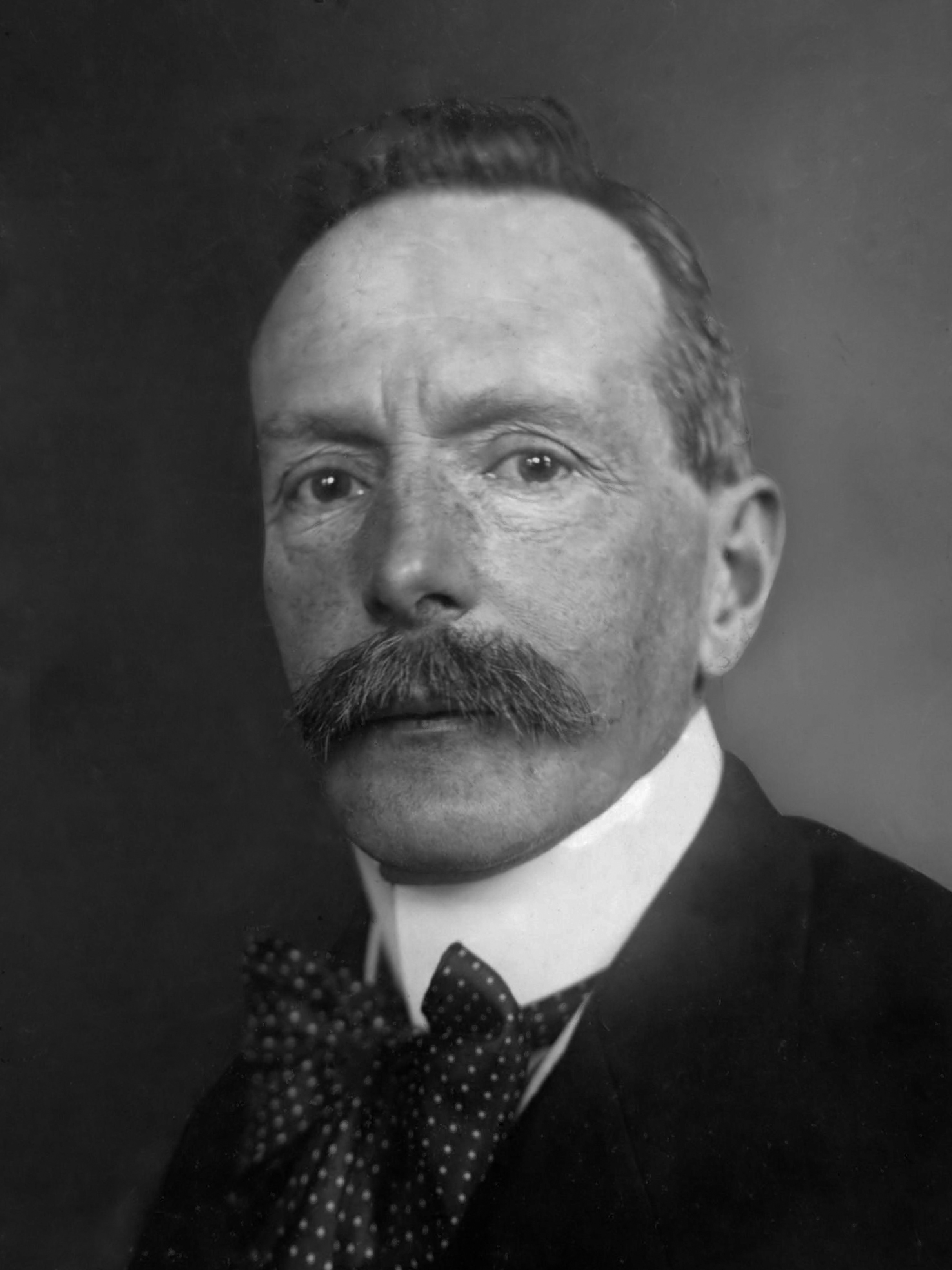
Willem Treub (1917)

Marie Willem Frederik Treub (* 30. November 1858 in Voorschoten, Provinz Zuid-Holland; † 24. Juli 1931 in Den Haag) war ein niederländischer Wirtschaftswissenschaftler, Hochschullehrer und Politiker des Radicale Bond, der Liberale Unie, des Vrijzinnig Democratische Bond (VDB), des Economische Bond sowie des De Vrijheidsbond, der als führender liberaler Politiker des späten 19. und frühen 20. Jahrhunderts der Niederlande gilt. Er wurde 1904 Mitglied der Zweiten Kammer der Generalstaaten für den VDB, mit dem er später brach. Er war zunächst von 1913 bis 1914 Minister für Landwirtschaft, Industrie und Handel sowie daraufhin zwischen 1914 und 1916 und erneut von 1917 bis 1918 Finanzminister im Kabinett Cort van der Linden. Er besaß hervorragende organisatorische Qualitäten und sorgte während des Ersten Weltkriegs für eine dynamische Finanz- und Wirtschaftspolitik. 1918 wurde er wieder Mitglied der Zweiten Kammer für den Wirtschaftsbund, eine liberale Partei, die eine „sachliche“ Politik vertrat.

## Leben

### Studium, Hochschullehrer und Mitglied der Zweiten Kammer

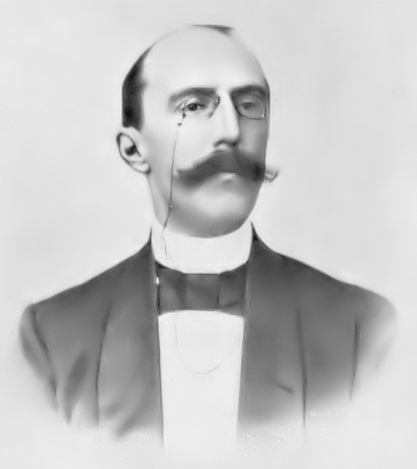
Der Professor für Botanik Melchior Treub war einer der beiden älteren Brüder von Willem Treub.

Marie Willem Frederik Treub, dessen Vater Jacob Petrus Treub (1818–1887) von 1842 bis zu seinem Tode 1887 Bürgermeister von Voorschoten war, war der jüngere Bruder des Professors für Botanik Melchior Treub (1851–1910) sowie des Professors für Gynäkologie Hector Treub (1856–1920). Er selbst absolvierte nach dem Schulbesuch ein Studium der Rechtswissenschaften an der Universität Utrecht und schloss dort 1885 seine Promotion zum Doktor der Rechte mit der Dissertation Ontwikkeling en verband van de rijks-, provinciale- en gemeente- belastingen in Nederland ab, in der er sich mit der Entwicklung und dem Verhältnis der nationalen, provinzialen und kommunalen Steuern in den Niederlanden beschäftigte. Er war vom 6. November 1892 bis 1895 Mitglied des Radicale Bond und wurde nach verschiedenen beruflichen Tätigkeiten wie als Journalist beim Sociaal weekblad sowie in der Kommunalpolitik im September 1893 zum Beigeordneten (Wethouder) der Stadt Amsterdam gewählt, nahm diese Wahl jedoch nicht an. Am 23. November 1896 erfolgte seine Berufung zum Professor für Nationalökonomie und Statistik an die Universiteit van Amsterdam, an der er bis zum 1. November 1905 lehrte.
Nachdem er von 1900 bis März 1901 Mitglied der Liberale Unie war, trat er am 17. März 1901 dem Vrijzinnig Democratische Bond (VDB) bei und gehörte diesem bis zu einem Zerwürfnis im Dezember 1914 an. Bei einer Nachwahl im Wahlkreis Assen konnte er sich 1904 gegen den früheren Ministerpräsident Nicolaas Pierson durchsetzen und war daraufhin vom 8. November 1904 bis zum 29. August 1913 Mitglied der Zweiten Kammer der Generalstaaten, wobei er bei den Wahlen 16. Juni 1905 H. Bos Kzn. von der christdemokratisch-konservativen Anti-Revolutionaire Partij (ARP) sowie bei den Wahlen am 11. Juni 1909 Louis Albert Sigismond Jacques de Milly van Heiden Reinestein nach Zweitstimmen besiegte. Als Mitglied der Zweiten Kammer sprach er vor allem über Wirtschaftsfragen, Sozial- und Arbeitsrecht, mehrfach auch über juristische Themen. 1913 war er zudem Mitglied der Staatlichen Kommission für Arbeitslosigkeit (Staatscommissie over de werkloosheid).

### Minister im Kabinett Cort van der Linden

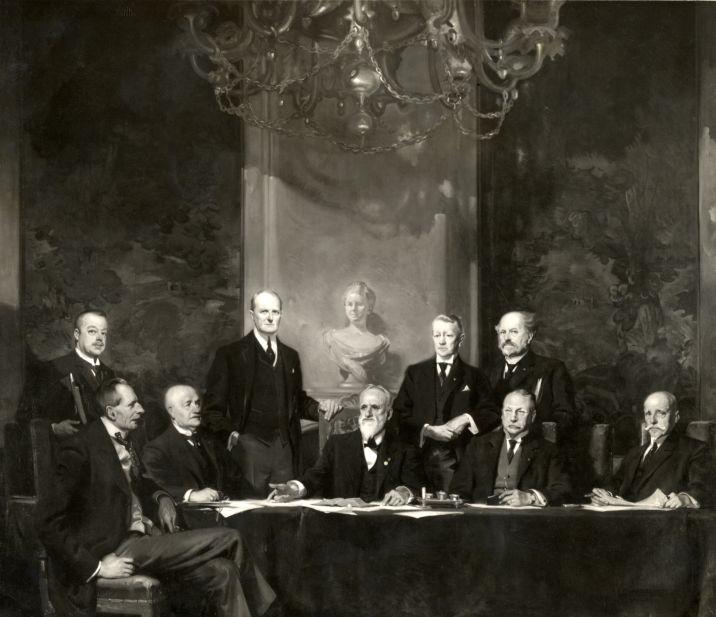
Willem Treub (sitzend, 1. v.l.) mit den anderen Mitgliedern aus dem Kabinett Cort van der Linden.

Am 29. August 1913 wurde Willem Treub als Minister für Landwirtschaft, Industrie und Handel (Minister van Landbouw, Nijverheid en Handel) in das Kabinett Cort van der Linden berufen und bekleidete dieses Amt bis zum 24. Oktober 1914 beziehungsweise kommissarisch noch bis zum 19. November 1914, woraufhin Folkert Posthuma seine Nachfolge antrat. Er selbst wiederum löste am 24. Oktober 1914 den zurückgetretenen Anthonij Ewoud Jan Bertling als Finanzminister (Minister van Financiën) ab und verblieb auf diesem Posten bis zu seiner Ablösung durch Anton van Gijn am 8. Februar 1916. Während seiner Amtszeit als Finanzminister kam es während des Ersten Weltkrieges 1914 zur Einrichtung einer Darlehenskasse, die durch ein freiwilliges Darlehen (mit einem Pflichtdarlehen als Hintertürchen) und durch Zuschläge auf die Einkommensteuer gespeist wurde. Der Erlös der Anleihe belief sich 1914 auf 275 Millionen Gulden. 1915 brachte er im Rahmen der Bekämpfung der Kosten drohender Kriegsgefahr Gesetzentwürfe zur Besteuerung von Vornamen bei der Geburtenregistrierung (ab dem zweiten Vornamen) und bei Spielkarten ein. Der erste wurde nicht behandelt, der zweite wurde 1919 angenommen.
Als Nachfolger von Anton van Gijn kehrte Treub, der seit Dezember 1914 Parteiloser war, am 22. Februar 1917 als Finanzminister in das Kabinett Cort van der Linden zurück und verblieb in dieser Funktion bis zum Ende der Amtszeit des Kabinetts am 9. September 1918. Als Finanzminister führte er 1918 das Dividenden- und Bonussteuergesetz (Wet dividend- en tantièmebelasting) ein. 1918 wurde zudem das Gesetz erlassen, das den Staat ermächtigte, sich am (Gründungs-)Kapital der niederländischen Hochofen-, Stahl- und Walzwerke (Koninklijke Hoogovens) zu beteiligen. Dies ermöglichte die Gründung der Hochofenfabrik in der Nähe von Velsen. Im März 1918 geriet er wegen der Finanzierung der Vertriebskosten in Konflikt mit dem Minister für Landwirtschaft, Industrie und Handel Folkert Posthuma. Er gilt als führender liberaler Politiker des späten 19. und frühen 20. Jahrhunderts der Niederlande, besaß hervorragende organisatorische Qualitäten und sorgte während des Ersten Weltkriegs für eine dynamische Finanz- und Wirtschaftspolitik, weshalb er den Spitznamen Minister Voorwaarts („Minister vorwärts“) erhielt.

### Wiederwahl in die Zweite Kammer und Aufgaben in der Wirtschaft

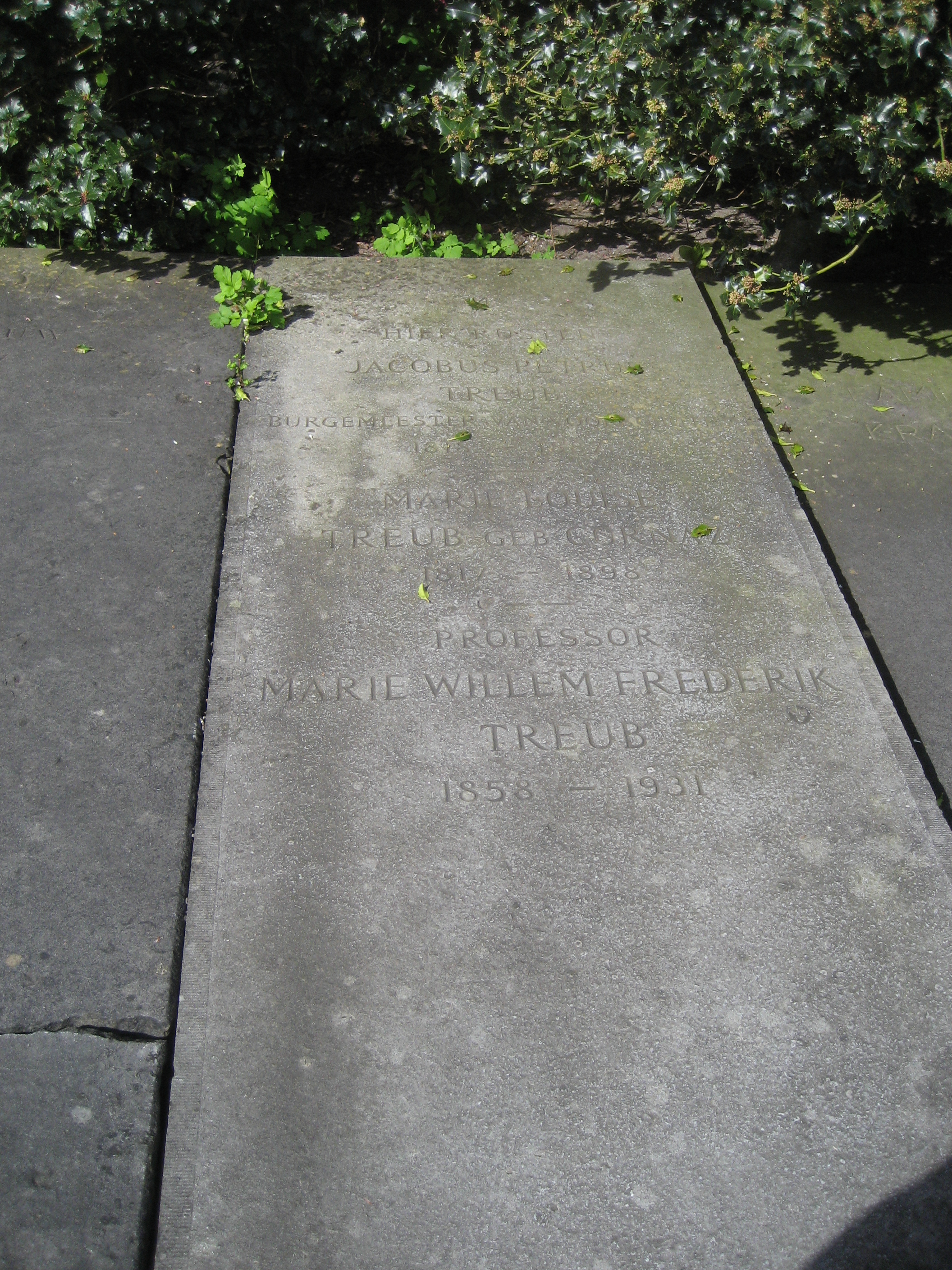
Grabstätte von Willem Treub in Voorschoten.

Während des Wahlkampfes zu den Wahlen am 3. Juli 1918 unternahm Willem Treub, der am 15. Dezember 1917 dem Economische Bond beigetreten war, eine Tournee durch die Niederlande von Maastricht nach Winschoten und von Enschede nach Vlissingen, die als tweeëntwintig stedentocht („22-Städte-Tour“) bekannt wurde. Bei den Wahlen wurde er wieder zum Mitglied der Zweiten Kammer der Generalstaaten gewählt, der er vom 17. September 1918 bis 15. Oktober 1921 angehörte. Während dieser Zeit war er zwischen dem 27. September 1918 und dem 28. April 1921 Vorsitzender der Fraktion (Neutrale fractie), einer vorläufig gebildeten Fraktion aus neutralen Gruppen. Zugleich wurde er im Dezember 1918 Vorsitzender des Vorbereitungsausschusses für den Gesetzentwurf zur Änderung des Gemeindegesetzes und des Einkommensteuergesetzes von 1914.
Am 10. Juli 1920 rief er zu einer weitreichenden Zusammenarbeit oder gar einem Zusammenschluss des Liberalen Bundes, des Bundes Freier Liberaler, des Wirtschaftsbundes und anderer liberaler Parteien auf. Dies löste Diskussionen aus, die schließlich am 16. April 1921 zur Gründung des Freiheitsbundes (De Vrijheidsbond) führten, aus der 1937 die Liberale Staatspartei (Liberale Staatspartij) hervorging.
Nach seinem Ausscheiden aus der Zweiten Kammer und seinem weitgehenden Rückzug aus der Politik wurde Treub im November 1921 Vorsitzender des neugegründeten Unternehmerrates für Niederländisch-Indien (Ondernemersraad voor Nederlandsch-Indië) und bekleidete diese Funktion bis zum 1. Mai 1931, woraufhin Willem Fredrik Staargaard ihn ablöste. Daneben fungierte er zwischen Mai 1924 und Oktober 1928 auch als Vorsitzender der Allgemeinen Niederländischen Vereinigung für Fremdenverkehr ANVV (Algemeene Nederlandsche Vereeniging voor Vreemdelingenverkeer) sowie von 1930 bis zu seinem Tode 1931 als Vorsitzender des Exekutivkomitees für die Errichtung eines Denkmals für den liberalen Politiker Hendrik Coenraad Dresselhuijs.

## Veröffentlichungen
- Ontwikkeling en verband van de rijks-, provinciale- en gemeente- belastingen in Nederland, Dissertation, Universität Utrecht, 1885
- De ontwikkeling der staathuishoudkunde tot sociale economie, Amsterdam, Scheltema en Holkema, 1896
- Het wijsgeerig-economisch stelsel van Karl Marx, Amsterdam, Scheltema en Holkema, 1902
- De economische toekomst van Nederland, Haarlem, H. D. Tjeenk Willink, 1917
- Oorlogstijd herinneringen en indrukken, Amsterdam, Scheltema & Holkema’s Boekhandel, 1917
- Vragen van dezen tijd, Haarlem, H. D. Tjeenk Willink, 1919
- Hoofdstukken uit de geschiedenis der staathuishoudkunde, Haarlem, H. D. Tjeenk Willink, 1919
- Bezuiniging in Indië en het nieuwe regeerprogram, Haarlem, H. D. Tjeenk Willink, 1922
- Nederland in de Oost. Reisindrukken, Haarlem, H. D. Tjeenk Willink, 1923
- Indie’s toekomst, Haarlem, H. D. Tjeenk Willink, 1924
- Regeeringsbemoeiing met het bedrijfsleven in Nederland en Nederlandsch-Indië, Roermond, J. J. Romen, 1925

## Hintergrundliteratur
- N. E. H. van Esveld: Treub. Over de drempel der nieuwe samenleving, Assen, Van Gorcum, 1958
- Diederick Slijkerman: Enfant terrible. Wim Treub (1858–1931), Amsterdam : Prometheus, 2016